# Jobs (película)
Jobs es una película biográfica con matices ficticios basada en la vida de Steve Jobs. Fue dirigida por Joshua Michael Stern, escrita por Matt Whiteley y producida por Mark Hulme y Marcos A. Rodriguez. Jobs es interpretado por Ashton Kutcher, mientras que el cofundador de Apple, Steve Wozniak, está a cargo de Josh Gad. Jobs fue seleccionada para clausurar el Festival de Cine de Sundance de 2013 y fue estrenada en los cines estadounidenses el 16 de agosto de 2013.

## Argumento
La película empieza en 2001 con Steve Jobs (Ashton Kutcher) presentando el iPod en una reunión del Apple Campus. Luego retrocede al Reed College en 1974. Jobs ya lo había abandonado debido al alto costo de la matrícula, pero seguía tomado clases de auditoría con la aprobación del decano Jack Dudman (James Woods), quien lo tomó bajo su ala. Jobs está particularmente interesado en un curso de caligrafía. Se encuentra con su amigo Daniel Kottke (Lukas Haas), quien está emocionado de ver que Jobs está celebrando una copia de Be Here Now de Baba Ram Dass. Bajo la influencia de este libro y sus experiencias con LSD, Jobs y Kottke pasan un tiempo en India.
Posteriormente, la película se ambienta en 1976, cuando Jobs está de vuelta en Los Altos, California, viviendo en la casa de sus padres adoptivos, Paul (John Getz) y Clara (Lesley Ann Warren). Entonces se encuentra trabajando para Atari y forma una sociedad con su amigo de infancia, Steve Wozniak (Josh Gad), después de que este construyera una computadora personal, la Apple I. A su empresa le dan el nombre de Apple Computer, aunque ya existe una compañía llamada Apple Records que pertenece al grupo The Beatles. Wozniak hace una demostración del Apple I en el Homebrew Computer Club, donde Jobs recibe un contrato con Paul Terrell (Brad William Henke). Jobs le pide permiso a su padre, un mecánico y carpintero, para utilizar el garaje familiar como base para su nuevo emprendimiento. Su padre acepta y Jobs luego contacta a Kottke, Bill Fernández (Victor Rasuk), Bill Atkinson (Nelson Franklin), Chris Espinosa (Eddie Hassell) y Rod Holt (Ron Eldard) para comenzar a construir computadores Apple I. Terrell queda decepcionado con lo que producen, lo que obliga a Jobs a buscar capital en otra parte. Después de varios intentos fallidos por conseguir apoyo monetario, Mike Markkula (Dermot Mulroney) llega, se presenta y luego invierte en la compañía, permitiéndoles progresar.
Jobs y Wozniak desarrollan el Apple II y lo presentan en la West Coast Computer Faire de 1977. Al Apple II le va bien y súbitamente la compañía se vuelve exitosa y construyen sus primeras oficinas. Jobs comienza a distanciarse de sus viejos amigos, como Kottke, y su novia de la secundaria, Chris-Ann Brennan (Ahna O'Reilly), quien le informa que está embarazada de él. Brennan en algún momento da a luz a Lisa Brennan-Jobs, a quien Jobs continúa negando como hija.
Jobs nombra a John Sculley (Matthew Modine) como presidente de la empresa. Mientras su comportamiento se vuelve cada vez más errático —por ejemplo, al despedir a un empleado por no apreciar su inversión en tipografía—, Jobs es sacado del grupo Lisa para integrarlo al grupo Macintosh, donde trabaja con Bill Atkinson, Burrell Smith (Lenny Jacobson), Chris Espinosa y Andy Hertzfeld (Elden Henson). También fuerza la salida del líder original de Macintosh, Jef Raskin. Aunque el computador Macintosh es presentado con fanfarrias en 1984, Jobs es expulsado de la gerencia de la compañía por Sculley al año siguiente.
La película avanza hasta 1996. Jobs está casado con Laurene Powell Jobs (Abby Brammell) y ha aceptado a Lisa (Annika Bertea) como hija. Tiene un hijo llamado Reed (Paul Baretto) y está al mando de otra compañía NeXT, la cual es adquirida por Apple.

## Reparto
| - Ashton Kutcher como Steve Jobs. - Josh Gad como Steve Wozniak. - Amanda Crew como Julie. - Dermot Mulroney como Mike Markkula. - Matthew Modine como John Sculley. - J. K. Simmons como Arthur Rock. - Lukas Haas como Daniel Kottke. - Victor Rasuk como Bill Fernandez. - Eddie Hassell como Chris Espinosa. - Ron Eldard como Rod Holt. - David Denman como Al Alcorn. | - Ahna O'Reilly como Chris-Ann Brennan. - John Getz como Paul Jobs. - Lesley Ann Warren como Clara Jobs. - Nelson Franklin como Bill Atkinson. - Elden Henson como Andy Hertzfeld. - Lenny Jacobson como Burrell Smith. - Kevin Dunn como Gil Amelio. - James Woods como Jack Dudman (director de la universidad). - Brad William Henke como Paul Terrell (dueño de la tienda de repuestos de computadora). - Giles Matthey como Jonathan Ive. |

## Producción

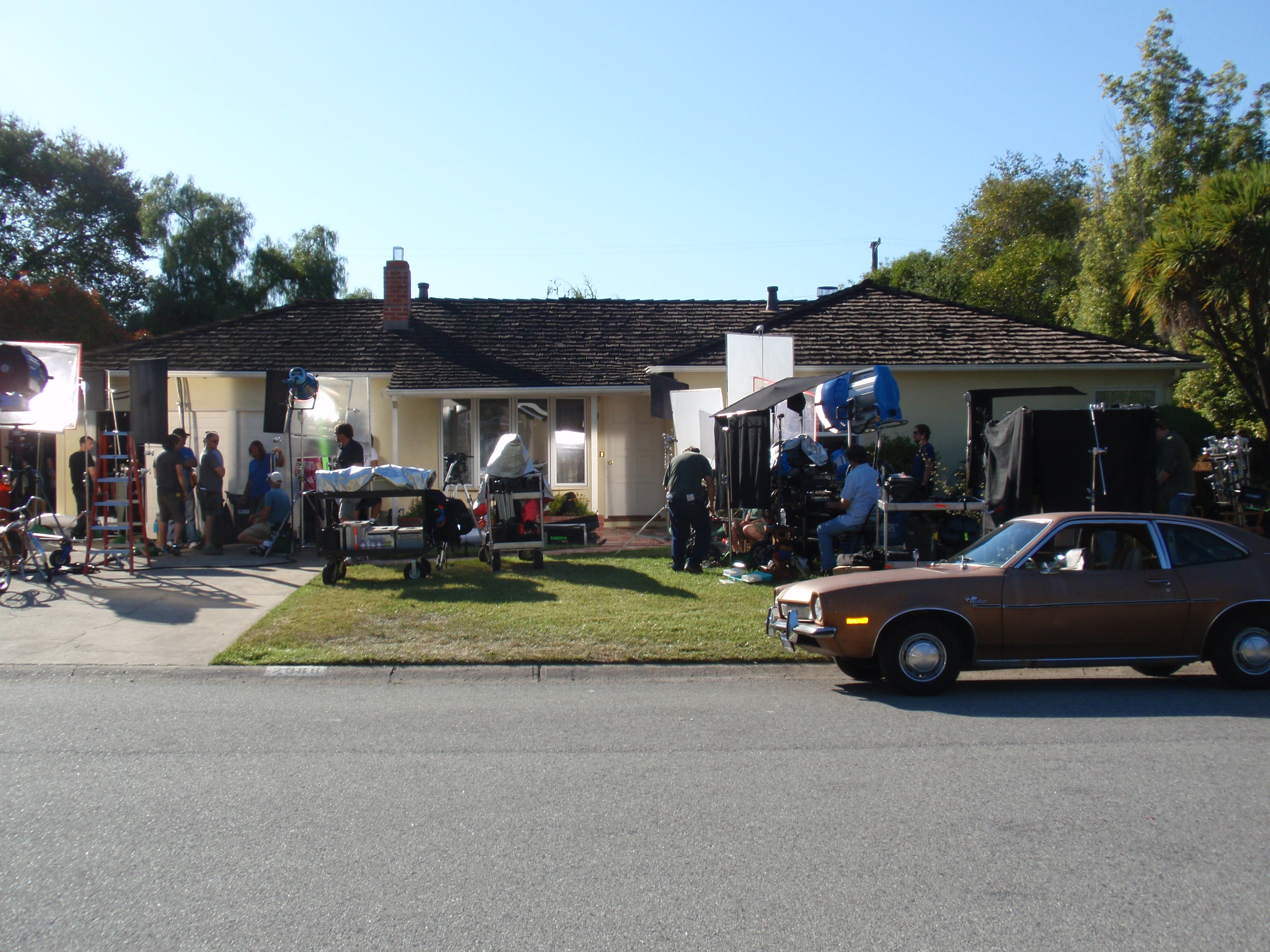
La grabación de la película en la casa de infancia de Steve Jobs en Los Altos, California, el 11 de junio de 2012.

Para interpretar a Steve Jobs, Ashton Kutcher debió perder entre seis y nueve kilos de peso. Para lograrlo, imitó la dieta a base de frutas de Jobs, lo que le provocó una alteración pancreática que lo llevó al hospital dos días antes de comenzar a grabar la película.
El rodaje comenzó en junio de 2012 en Los Altos, California, en la casa donde Steve Jobs vivió su infancia. Después de pasar tres días ahí, el equipo de filmación se mudó a Los Ángeles, donde concluyeron su trabajo en veintiocho días.
Originalmente, el título de la cinta sería estilizado como jOBS, imitando la manera con que Apple da nombre a sus productos (escribiendo con minúscula la primera letra i). Sin embargo, esta idea cosechó críticas por alejarse de la estética de diseño cultivada por Steve Jobs.

## Promoción
El primer avance de Jobs fue publicado el 21 de junio de 2013. El afiche oficial de la película fue divulgado el 6 de julio del mismo año y en él se ve el rostro de Ashton Kutcher pintado con los seis colores del logotipo que tuvo Apple entre 1976 y 1998. Seis días después, un segundo avance fue estrenado en Instagram, convirtiendo a Jobs en una de las primeras películas en ser promocionadas con un video de quince segundos en esa red social.
El 6 de agosto de 2013, Ashton Kutcher promocionó la película en la Bolsa de Nueva York al hacer sonar la campana de inicio de sesión. El mismo día, fue lanzado el tercer avance con nuevas escenas de Jobs.

## Recepción

### Crítica
Después de su estreno, Jobs recibió un 25% de aprobación en el sitio web Rotten Tomatoes, sobre la base de ochenta y cinco críticas profesionales. El consenso del sitio es:

«An ambitious but skin-deep portrait of an influential, complex figure, Jobs often has the feel of an over-sentimentalized made-for-TV biopic.»
«Un ambicioso pero superficial retrato de una figura compleja e influyente, Jobs a menudo da la sensación de ser un telefilme biográfico demasiado sentimental.»

En la página Metacritic, el filme obtuvo 43 puntos de un máximo de 100, basándose en treinta y dos reseñas, lo que significa «críticas mixtas». En Internet Movie Database, en tanto, el público le ha otorgado 5,5 puntos de un máximo de 10.
El sitio El Multicine otorgó una puntuación de dos estrellas y media de cinco. Describe que «Para no perder las expectativas, los encargados del ambicioso largometraje se han vestido un modelo análogo a La red social, con un muchacho algo prepotente que asciende  enfrentado al poder y los vapuleos que depara el mundo de la urgencia informática», señalando también que algunos de los errores son la «condensación narrativa» y la «falta de estructuración» en la segunda mitad del largometraje. Concluye diciendo «no se molesta demasiado en explicar los méritos de Steve Jobs. Con excepción de la hora del comienzo y algunos apuntes (Macintosh y el genio del personaje), el espectador al finalizar la cinta se quedará sin entender muy bien que fue lo que hizo este señor para ser tan grande y reconocido».

### Taquilla
Durante su primer fin de semana en la cartelera estadounidense, Jobs fue exhibida en 2381 salas y recaudó $6 713 900 dólares, quedando en el séptimo lugar y detrás de otros estrenos como The Butler y Elysium.